# Пескаце (Рагуза)
Пескаце је насеље у Италији у округу Рагуза, региону Сицилија.
Према процени из 2011. у насељу је живело 9 становника. Насеље се налази на надморској висини од 43 м.